# 朝倉美沙
朝倉 美沙（あさくら みさ、8月12日 - 2018年9月21日）は、日本の女性歌手である。島田洋七がプロデュースした。デビュー作品は、『佐賀のがばいばあちゃん』のイメージソング「ばあちゃん」。

## 概要
以前は看護師であったが、歌手になりたいという子供の頃からの夢を実現すべく休職。約1年間、自身による地道なプロモーション活動の中で出会った島田洋七に見出され、彼の著書でもある『佐賀のがばいばあちゃん』のイメージソングの歌い手に抜擢される。
自身でプロモーション活動を行い、支援者からイベント出演の依頼を受け、全国各地・一人旅をしながら活動を展開していた。

## 経歴
埼玉県熊谷市で出生。父が航空自衛官で転勤が多かったため、生まれてすぐに沖縄県糸満市へ移住する。その後は5歳から14歳まで宮崎県串間市で、15歳から福岡県大野城市で過ごす。
看護師になったきっかけは、高校3年のときに経験した祖母の自宅介護であった。高校を卒業後に病院に就職し、介護の仕事をしながら看護学校に通い、国家試験に合格。福岡の病院に8年半勤務していた。
看護師として働きながらも、子供の頃からの夢である歌手の道を捨てきれずに迷っていたところ、島田洋七の著書『佐賀のがばいばあちゃん』に出会う。祖母が亡くなり落ち込んでいるときに書店で同書を見つけ、ばあちゃんのタイトルに惹かれて購入。どんな状況でも明るく前向きに生きる「がばいばあちゃん」の姿に感動し、「たとえ叶わなくても人は死ぬまで夢を持て」という言葉にも影響を受け、夢に向かって生きていくことを決意。
2004年8月に看護師を休職し、翌月にセミプロ歌手として一人旅での活動を開始。
2005年5月、旅先の広島県で島田と出会い、「ばあちゃん」の歌い手に抜擢される。
同年12月に完成した「ばあちゃん」の初回盤シングルCD3千枚は一人旅で手売りし、約4か月で完売。
2006年4月公開の吉行和子主演映画『佐賀のがばいばあちゃん』のイメージソングでデビューした。
また、2009年4月公開の香山美子主演映画『島田洋七の佐賀のがばいばあちゃん』の主題歌も担当。
主題歌「ばあちゃん」は、洋七が作詞したもので、祖母への感謝を込めたバラードになっている。この曲は、島田が出演する「皇潤」のCMソングにも起用された。
2009年8月29日、タイのバンコクで行われた「ジャパン フェスタ イン バンコク2009」にゲスト出演。
2010年4月、フードアナリスト4級の資格を取得。
同年5月3日から27日にかけて博多座『島田洋七のお笑い佐賀のがばいばあちゃん』40公演に出演。
自身の人生を出会いのおかげ、おばあちゃんに導かれたものだと感謝している（ブログ・新聞から抜粋）。
2012年8月10日に詐欺容疑で逮捕されたが、同年9月19日に不起訴となった。「詐欺犯意なし」歌手・朝倉美沙を不起訴。
2013年秋より老人保健施設の慰問等を中心に、個人にてライブ活動開始。
2015年春にがん宣告を受け、手術・抗がん剤・放射線治療等を開始。治療を続けながら歌手活動も行っていた。
2016年9月30日、TBS『爆報! THE フライデー』で乳がんの闘病生活の様子が放送され、多くの反響を得た。
入退院を繰り返しながら治療に励んでいたが、2018年9月21日午後10時7分、乳がんの多発性肺転移のために福岡市中央区にて永眠。葬儀は家族のみで執り行われた。

## ディスコグラフィ

### シングル
1. ばあちゃん B&Bレコード（2006.4.26）
  1. ばあちゃん（作詞：島田洋七、作曲：池間良栄、編曲：安部潤）
  2. サリュー（作詞：島田洋七、作曲：池間良栄、編曲：masuchin）
  3. 雨が愛に変わるとき（作詞：島田洋七、作編曲：masuchin）

### アルバム
1. 島田洋七の佐賀のがばいばあちゃんオリジナルサウンドトラック ユニバーサルミュージック（2009.4.7）

### ゲーム
- ニンテンドーDSソフト『佐賀のがばいばあちゃんDS』にも収録[何の?]。トライファースト（2009.2.12）

## 関連人物
- 島田洋七